# Campeonato Mundial de Ajedrez 1889
El Campeonato Mundial de Ajedrez 1889 fue un encuentro entre el retador Mijaíl Chigorin del Imperio ruso y el campeón defensor Wilhelm Steinitz de Estados Unidos. El partido se jugó en La Habana, Cuba. El primer juego empezó el 20 de enero de 1889. El último juego empezó el 24 de febrero del mismo año, que terminó empatado. Steinitz ganó el partido 10½-6½, manteniendo su condición de campeón y convirtiéndose en el campeón oficial número 2.

## Antecedentes
Luego de que hayan calmado las olas luego de la gran victoria de Steinitz contra Zukertort en 1886, al austriaco Steinitz ya se lo veía como el que llegó a la punta del ajedrez mundial, pero todavía no había ninguna organización internacional que pudiese registrar el título formal de Campeón Mundial. Y tampoco había una organización o foro que le escogiera un retador que valga la pena.
Si Steinitz tuvo un período de popularidad, este fue por poco tiempo. Pasó poco tiempo para que cada vez más jugadores de ajedrez estén en contra suya, o por su método estratégico de jugar al ajedrez, o por su personalidad. El público había hecho campeón a Zukertort, y antes de él, a Morphy; dos hombres con abundante carisma y fieras habilidades en el tablero. En comparación, el juego pasivo y posicional de Steinitz fue para algunos imperdonable. Steinitz desarrolló un gran sentido de 'ataca y defiende' y era capaz de relajarse e invitar a sus oponentes a atacarlo. Cuando él tenía la iniciativa, él daría imperceptibles debilidades a la estructura de su oponente, asfixiando su mediojuego y probabilidades de sobrevivir a un final.
Sus métodos, aunque satisfactorios, no fueron lo suficientemente espectaculares para ganar el apoyo del público. En ocasiones, Steinitz llevó su estrategia demasiado lejos, adoptando una posición absurdamente pasiva que lo dejaba con oportunidades insuficientes para el contrajuego. Cuando perdía de esta manera, renovaba la fe de los que aguardaban el retorno del emociante ajedrez de ataque.

## Preparaciones

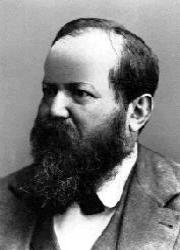
C. defensor
Wilhelm Steinitz

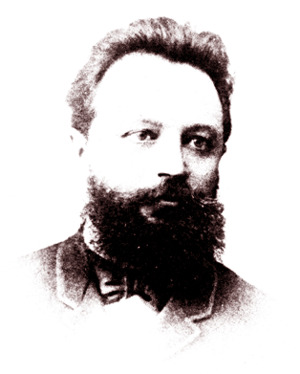
Retador
Mijaíl Chigorin

Ya había pasado suficiente tiempo como para poder especular quién podría destronar a Steinitz, y el Club de ajedrez de La Habana se autoencargó con la tarea. Invitaron a Steinitz a jugar en Cuba contra un retador de su elección. Este fue el método que se usó hasta 1914; el campeón defensor teniendo la última palabra sobre el retador, la sede, las condiciones de juego (prácticamente, todo).
Steinitz estaba listo para demostrar que no tenía miedo a nadie, mientras que Chigorin estaba derribando a todos en su camino, y el anuncio de un partido entre los dos fue universalmente aprobado. Los comentadores dijeron que este sería un partido entre la Escuela Romántica y la Escuela Moderna de ajedrez.
Wilhelm Steinitz fue uno de los primeros pensadores originales del ajedrez. Lo que Steinitz dio al ajedrez podría ser comparada con lo que Isaac Newton dio a la física: la convirtió en una ciencia. Al identificar un número de posibilidades posicionales, Steinitz se dio cuenta de que todos los ataques buenos nacen de la debilidad posicional de su contricante. Cuando esa debilidad no existe, el ataque no es recomendado, y el juego posicional establece de que uno debe pugnar hasta conseguir pequeñas ventajas.
Mijaíl Chigorin fue uno de los últimos grandes jugadores románticos, y su gran espíritu luchador representó la característica principal de la futura Escuela Soviética de Ajedrez que iba a dominar el ajedrez mundial a mediados del siglo XX.

## Partido
El partido sería jugado a mejor de 20 juegos, las victorias contando 1 punto, los empates ½ punto, y las derrotas 0, y acabaría cuando un jugador llegue a 10½. El control de tiempo era de 15 movimiento por cada hora.
| Jugador          | 1 | 2 | 3 | 4 | 5 | 6 | 7 | 8 | 9 | 10 | 11 | 12 | 13 | 14 | 15 | 16 | 17 | Total |
| ---------------- | - | - | - | - | - | - | - | - | - | -- | -- | -- | -- | -- | -- | -- | -- | ----- |
| Wilhelm Steinitz | 0 | 1 | 0 | 1 | 1 | 0 | 0 | 1 | 1 | 1  | 0  | 1  | 0  | 1  | 1  | 1  | ½  | 10½   |
| Mijaíl Chigorin  | 1 | 0 | 1 | 0 | 0 | 1 | 1 | 0 | 0 | 0  | 1  | 0  | 1  | 0  | 0  | 0  | ½  | 6½    |

Se produjeron una serie alterna de victorias y derrotas por parte de ambos jugadores. La incertidumbre se mantuvo hasta que, tras la decimotercera partida, Steinitz encadenó una serie de tres victorias seguidas, que sentenciaron el encuentro. Steinitz, al ganar el partido, recibe 1.150 dólares - el más pequeño premio para el campeón Mundial de Ajedrez de la historia.

### Partida 1: Chigorin-Steinitz, 1-0
C52 - Gambito Evans
1.e4 e5 2.Cf3 Cc6 3.Ac4 Ac5 4.b4 Axb4 5.c3 Aa5 6.0–0 Df6 7.d4 Cge7 8.Cg5 Cd8 9.f4 exd4 10.cxd4 Ab6 11.Ae3 d5 12.Axd5 Cxd5 13.exd5 0–0 14.Cc3 Te8 15.Cge4 Dg6 16.Af2 c6 17.Te1 Ad7 18.Cc5 Txe1+ 19.Dxe1 Dd6 20.De3 cxd5 21.Cxd7 Dxd7 22.Cxd5 Cc6 23.Cxb6 axb6 24.Te1 h6 25.d5 Cb4 26.Td1 Cxd5 27.De5 Txa2? (27...Ta5 era la única movida buena en esta posición) 28.Txd5 Ta1+ 29.Dxa1 Dxd5 30.Axb6 De4 31.g3 h5 32.Dd4 Df3 33.De3 Dd1+ 34.Rg2 Dc2+ 35.Df2 Dc6+ 36.Rg1 h4 37.Dc5 hxg3 38.hxg3 De4 39.Rf2 Dh1 40.Dc8+ Rh7 41.Dg4 Dh2+ 42.Rf1 Dh1+ 43.Ag1 Dd5 44.Dh3+ Rg8 45.Dc8+ Rh7 46.Dc5 Dd3+ 47.Rg2 Dd7 48.Ad4 f6 49.Rf3 b5 50.g4 Db7+ 51.Rg3 b4 52.Df5+ Rg8 53.g5 fxg5 54.De6+ Rh7 55.fxg5 Dc7+ 56.Rg4 g6 57.Df6 Dc8+ 58.Rh4 1–0

### Partida 2: Steinitz-Chigorin, 1-0
|       |       |       |       |       |       |       |       |    |  |
|       | a8    | b8    | c8    | d8 rd | e8    | f8 rd | g8 kd | h8 |  |
| a7 pd | b7 pd | c7    | d7 qd | e7 bd | f7    | g7 pd | h7 pd |    |  |
| a6    | b6    | c6    | d6 pl | e6    | f6    | g6 nd | h6    |    |  |
| a5    | b5    | c5    | d5    | e5 pd | f5    | g5    | h5 rl |    |  |
| a4    | b4    | c4    | d4    | e4 nl | f4    | g4 pl | h4    |    |  |
| a3    | b3    | c3 bl | d3    | e3 pl | f3    | g3    | h3    |    |  |
| a2 pl | b2 pl | c2    | d2    | e2    | f2 pl | g2    | h2    |    |  |
| a1    | b1    | c1 rl | d1 ql | e1 kl | f1    | g1    | h1    |    |  |
|       |       |       |       |       |       |       |       |    |  |

D02 - Apertura del Peón de Dama
1.Cf3 d5 2.d4 Ag4 3.Ce5 Ah5 4.Dd3 Dc8 5.c4 f6 6.Cf3 e6 7.Cc3 Ag6 8.Dd1 c6 9.e3 Ad6 10.Ad2 Ce7 11.Tc1 Cd7 12.Ch4 f5 13.g4 Cf6 14.h3 Ce4 15.Ad3 fxg4? (Esto hace perder un peón) 16.Cxg6 Cxg6 17.Axe4 dxe4 18.Cxe4 Ae7 19.hxg4 e5 20.d5 Dd7 21.Ac3 Td8 22.Th5 cxd5 23.cxd5 0–0 24.d6 De6 25.Db3 Dxb3 26.axb3 Axd6 27.Cxd6 Txd6 28.Ab4 Tb6 29.Axf8 Rxf8 30.Tc8+ Rf7 31.Tc7+ Rf6 32.Tf5+ Re6 33.Tff7 Tb4 34.Txb7 Txg4 35.Txg7 h5 36.Txa7 Rf5 37.f3 Tg2 38.Ta6 1–0

### Partida 3: Chigorin-Steinitz, 1-0
C62 - Apertura Española, Defensa Steinitz
1.e4 e5 2.Cf3 Cc6 3.Ab5 d6 4.d4 Ad7 5.dxe5 dxe5 6.0–0 Ad6 7.Cc3 Cge7 8.Ag5 f6 9.Ae3 0–0 10.Ac4+ Rh8 11.Cb5 Cc8 12.Dd2 De8 13.Tad1 Ag4 14.Ae2 Cd8 15.c4 Ce6 16.h3 Ah5 17.c5 Ae7 18.Dd5 Dc6 19.Ac4 Ae8 20.a4 Cxc5 21.Axc5 Axc5 22.Dxc6 Axc6 23.Cxc7 Cd6 24.Ab3 Axe4 25.Cxa8 Axf3 26.gxf3 Txa8 27.Td5 b6 28.Tfd1 Td8 29.Rg2 a5 30.Ac2 g6 31.h4 Rg7 32.f4 exf4 33.Rf3 f5 34.Rxf4 Rf6 35.Ab3 h6 36.h5! (Esta excelente movida hace que el peón negro en f5 sea una permanente debilidad) 36...gxh5 37.Ac2 Re7 38.Te5+ Rf8 39.Txf5+ Re7 40.Te5+ Rd7 41.f3 h4 42.Rg4 Tg8+ 43.Rxh4 Tg2 44.Af5+ Rc6 45.b3 Af2+ 46.Rh3 Tg3+ 47.Rh2 Txf3 48.Rg2 Tf4 49.Ae6 Ac5 50.Ad5+ Rd7 51.Te6 Cf5 52.Ac4+ Rc7 53.Td3 h5 54.Ab5 Tg4+ 55.Rh2 Th4+ 56.Th3 Ad6+ 57.Rg2 Tg4+ 58.Rf1 Cg3+ 59.Rf2 h4 60.Th6 Tf4+ 61.Rg2 Ae7 62.Tc6+ Rb7 63.Tc4 Tf8 64.Td4 Rc8 65.Td7 Ad8 66.Th2 Ce4 67.Tg7 Cc5 68.Th3 Af6 69.Tg6 Ad8 70.Ac4 Tf4 71.Tf3 Td4 72.Tg7 Rb8 73.Tff7 Td6 74.Rh3 Td2 75.Th7 Td6 76.Af1 Ce6 77.Td7 Tc6?? (77...Txd7 todavía habría permitido las tablas para el negro) 78.Rg4 Tc7 79.Ac4 Txc4+ 80.Axc4 Rc8 81.Td6 Cc5 82.Tc6+ Rb8 83.Th8 1–0

### Partida 4: Steinitz-Chigorin, 1-0
|       |       |       |       |       |       |       |       |       |  |
|       | a8 rd | b8    | c8    | d8    | e8 kd | f8    | g8 nd | h8 rd |  |
| a7 pd | b7 pd | c7 pd | d7    | e7    | f7 pd | g7 pd | h7 pd |       |  |
| a6    | b6    | c6 nd | d6    | e6    | f6    | g6    | h6    |       |  |
| a5 qd | b5    | c5    | d5 pd | e5    | f5    | g5    | h5    |       |  |
| a4    | b4 bd | c4    | d4    | e4 pl | f4    | g4    | h4    |       |  |
| a3 pl | b3    | c3 nl | d3    | e3    | f3 pl | g3    | h3    |       |  |
| a2    | b2 pl | c2    | d2 bl | e2    | f2 pl | g2    | h2 pl |       |  |
| a1 rl | b1    | c1    | d1 ql | e1 kl | f1 bl | g1    | h1 rl |       |  |
|       |       |       |       |       |       |       |       |       |  |

D02 - Apertura del Peón de Dama
1.Cf3 d5 2.d4 Ag4 3.c4 Axf3 4.gxf3 e6 5.cxd5 Dxd5 6.e4 Ab4+ 7.Cc3 Da5 8.Ad2 Cc6 9.d5! exd5? (9...Cd4 era necesaria) 10.a3! (El negro no puede retroceder su alfil sin perder aún más material. Si mueve el alfil a cualquier casilla que no sea d6, el blanco jugará 11.Cxd5, y el negro no puede defenderse contra la amenaza a su dama y el peón c7. Si juega 10...Ad6, el blanco juega 11.Cxd5 Dc5 - la única casilla - 12.Ae3 Da5+ 13.b4 y la dama queda atrapada, y luego de 13...Cxb4 41.Ad2, el blanco gana una pieza en una posición mucho más favorable) 10...Cd4 11.Ad3 0–0–0 12.axb4 Cxf3+ 13.Dxf3!? (13.Re2 parece poder mantener la torre, a pesar de que el rey quedará expuesto. Con la jugada textual, el ataque blanco sobre la dama negra continua) 13...Dxa1+ 14.Re2 Dxb2 15.Tb1 Da3 16.Cb5 Da6 17.Dxf7 Db6 18.Tc1 Ch6 19.Dxg7 dxe4 20.Dxc7+ Dxc7 21.Txc7+ Rb8 22.Axe4 1–0

### Partida 5: Chigorin-Steinitz, 0-1
C52 - Gambito Evans
1.e4 e5 2.Cf3 Cc6 3.Ac4 Ac5 4.b4 Axb4 5.c3 Aa5 6.0–0 Df6 7.d4 Cge7 8.Ag5 Dd6 9.Db3 0–0 10.Td1 Ab6 11.dxe5 Dg6 12.Da3 Te8 13.Cbd2 d6 14.exd6 cxd6 15.Af4 Ac5 16.Dc1 Ag4 17.Ag3 Tad8 18.h3?? (El blanco falla aquí horriblemente) 18...Axf3 19.Cxf3 Dxg3 20.Rh1 Dg6 21.Td3 Df6 22.Dd2 Cg6 23.Cg5 Cge5 24.Tf3 Cxf3 25.Axf7+ Dxf7 26.gxf3 Dc4 0–1

### Partida 6: Steinitz-Chigorin, 0-1
D02 - Apertura del Peón de Dama
1.Cf3 d5 2.d4 Ag4 3.c4 Axf3 4.gxf3 dxc4 5.e4 e5 6.dxe5 Dxd1+ 7.Rxd1 Cc6 8.f4 Td8+ 9.Ad2 Ac5 10.Tg1 Cge7 11.Axc4 Cg6 12.Rc1 Axf2 13.Tg2 Ab6 14.Cc3 Cd4 15.Cd5 Cf3 16.Cxb6 Cxd2 17.Txd2 axb6 18.Txd8+ Rxd8 19.Axf7 Cxf4 20.Rd2 Tf8 21.Ab3 Cg6 22.e6 Re7 23.Tg1?! (Steinitz tuvo que haber prevenido que la torre negra llegue a la séptima fila) 23...Tf2+ 24.Re3 Txh2 25.Tg5 Th3+ 26.Rd4 Tf3 27.Tb5 Cf4 28.a4 (28.Tf5! obligaba al negro a parar su ataque, aumentando las chances de tablas para el blanco) 28...h5 29.a5 h4 30.axb6 c6 31.Tf5 Ce2+ 32.Rc5 Txf5+ 33.exf5 h3 34.Aa4 h2 35.Axc6 bxc6 36.b7 h1D 37.a8D Dc1+ 0–1

### Partida 7: Chigorin-Steinitz, 1-0
C52 - Gambito Evans
1.e4 e5 2.Cf3 Cc6 3.Ac4 Ac5 4.b4 Axb4 5.c3 Aa5 6.0–0 Df6 7.d4 Cge7 8.Ag5 Dd6 9.d5 Cd8 10.Da4 Ab6 11.Ca3 Dg6 12.Axe7 Rxe7 13.Cxe5 Df6 14.Cf3 Dxc3 15.e5 c6 16.d6+ Rf8 17.Ab3 h6 18.Dh4 g5 19.Dh5 Dxd3 20.Tad1 Dh7 21.Cc2 Rg7 22.Ccd4 Dg6 23.Dg4 h5 24.Cf5+ Rf8 25.Dxg5 Dxg5 26.Cxg5 h4 27.Rh1 Th5 28.f4 Ce6 29.g4 hxg3 30.Cxg3 Th6 31.Cxf7! Rxf7 32.f5 Re8 33.fxe6 dxe6 34.Ce4 1–0

### Partida 8: Steinitz-Chigorin, 1-0
|       |       |       |       |       |       |       |       |    |  |
|       | a8 rd | b8 rd | c8    | d8    | e8    | f8    | g8    | h8 |  |
| a7    | b7    | c7    | d7 bd | e7    | f7 kd | g7 pd | h7    |    |  |
| a6 qd | b6    | c6 pd | d6 pl | e6    | f6 pd | g6    | h6 pd |    |  |
| a5 pd | b5    | c5 bd | d5    | e5 pd | f5 bl | g5    | h5    |    |  |
| a4    | b4    | c4    | d4    | e4    | f4 nd | g4 ql | h4 nl |    |  |
| a3 pl | b3    | c3 bl | d3    | e3    | f3    | g3    | h3    |    |  |
| a2    | b2    | c2    | d2    | e2 rl | f2 pl | g2 pl | h2 pl |    |  |
| a1    | b1    | c1    | d1 rl | e1    | f1    | g1 kl | h1    |    |  |
|       |       |       |       |       |       |       |       |    |  |

D46 - Defensa Semieslava
1.Cf3 Cf6 2.d4 d5 3.c4 e6 4.Cc3 c6 5.e3 Ad6 6.Ad3 Cbd7 7.0–0 0–0 8.e4 dxe4 9.Cxe4 Cxe4 10.Axe4 h6 11.Ac2 Te8 12.Te1 Df6 13.Ad2 Cf8 14.Ac3 Ad7 15.c5 Ab8 16.d5! Dd8 17.d6 b6 18.b4 f6 19.Dd3 a5 20.a3 e5 21.Ch4 bxc5 22.Axc5 Aa7 23.Tad1 Axc5 24.Dc4+ Ce6 25.De4 Cf8 26.Dc4+ Ce6 27.Ag6 Db6 28.Te2 Teb8 29.Tb2 Da7 30.Af5 Rf7 31.Te2 Da6 32.Dg4 Cf4 33.Txe5! (Las piezas negras están en el ala incorrecta del tablero, y tan solo ven la ejecución de su monarca) 33...fxe5 34.Axe5 g5 35.Ag6+ Rf8 36.Dxd7 Da7 37.Df5+ Rg8 38.d7 1–0

### Partida 9: Chigorin-Steinitz, 0-1
C52 - Gambito Evans
1.e4 e5 2.Cf3 Cc6 3.Ac4 Ac5 4.b4 Axb4 5.c3 Aa5 6.0–0 Df6 7.d4 Cge7 8.Ag5 Dd6 9.d5 Cd8 10.Da4 b6 11.Ca3 a6 12.Ab3 Axc3 13.Tac1 Db4 14.Cb5 Dxb5 15.Dxb5 axb5 16.Txc3 c5 17.dxc6 Cdxc6 18.Axe7 Rxe7 19.Ad5 f6 20.Axc6 dxc6 21.Txc6 Ad7 22.Txb6 Thb8 23.Txb8 Txb8 24.Tb1 Ac6 25.Te1 Ta8 26.Te2 Ta4 27.Tb2 Txe4 28.h3 Rd6 29.Cd2 Ta4 30.f3 f5 31.Rf2 Ta3 32.Cb1 Td3 33.Re2 e4 34.Cd2 Ta3 35.fxe4 fxe4 36.Cb1 Tg3 37.Rf2 Td3 38.Re2 h5 39.Cd2 Tg3 40.Rf2 Ta3 41.Cf1 Ad5 42.Txb5 Txa2+ 43.Re3 Txg2 44.Rd4 Ac6 45.Txh5 Ta2 46.Ce3 Td2+ 47.Rc4 Ad7 48.Tg5 Ae6+ 49.Rb4 Td4+ 50.Rb5 Td3 51.Cc4+ Axc4+ 52.Rxc4 Td1 53.Txg7 e3 54.Tb7 Re5 55.Rc3 Re4 56.Rc2 Tf1 0–1

### Partida 10: Steinitz-Chigorin, 1-0
|       |       |       |       |       |       |       |       |       |  |
|       | a8    | b8 rd | c8    | d8 kd | e8    | f8    | g8    | h8 rd |  |
| a7    | b7    | c7 pd | d7    | e7 rl | f7 pd | g7    | h7 pd |       |  |
| a6 pd | b6 nd | c6    | d6    | e6    | f6 nl | g6 pd | h6    |       |  |
| a5 qd | b5 pd | c5    | d5 pl | e5    | f5    | g5    | h5    |       |  |
| a4    | b4    | c4    | d4 pl | e4    | f4    | g4    | h4    |       |  |
| a3 pl | b3 bl | c3    | d3    | e3    | f3 pl | g3    | h3    |       |  |
| a2    | b2 pl | c2 ql | d2    | e2    | f2 pl | g2    | h2 pl |       |  |
| a1    | b1    | c1 kl | d1 rl | e1    | f1    | g1    | h1    |       |  |
|       |       |       |       |       |       |       |       |       |  |

D07 - Gambito de dama declinado, Defensa Chigorin
1.Cf3 d5 2.d4 Ag4 3.c4 Cc6 4.e3 e5 5.Db3 Axf3 6.gxf3 exd4 7.cxd5 Ce5 8.exd4 Cd7 9.Cc3 De7+ 10.Ae3 Db4 11.Dc2 Cgf6 12.Ab5 Td8 13.0–0–0 a6 14.Aa4 Ae7 15.Thg1 g6 16.Ah6 b5 17.Ab3 Cb6 18.Tge1 Rd7 19.Af4 Tc8 20.a3 Da5 21.Ag5 Cg8 22.Axe7 Cxe7 23.Ce4 Tb8 24.Cf6+ Rd8 25.Txe7! Rxe7 26.Dxc7+ Cd7 27.Dxa5 1–0

### Partida 11: Chigorin-Steinitz, 1-0
C52 - Gambito Evans
1.e4 e5 2.Cf3 Cc6 3.Ac4 Ac5 4.b4 Axb4 5.c3 Aa5 6.0–0 Df6 7.d4 Cge7 8.Ag5 Dd6 9.d5 Cd8 10.Da4 b6 11.Ca3 a6 12.Ad3 Axc3 13.Tab1 Ab7 14.Cc4 Dc5 15.Ae3 b5 16.Axc5 bxa4 17.Tfc1 d6 18.Axd6 cxd6 19.Cxd6+ Rd7 20.Cxb7 Ad4 21.Cxd4 exd4 22.Cxd8 Thxd8 23.Tb7+ Rd6 24.e5+ Rxd5 25.Txe7 Tac8 26.Txc8 Txc8 27.f3 Tc3 28.Ae4+ Rc4 29.Txf7 Rb4 30.e6 d3 31.Td7 1–0

### Partida 12: Steinitz-Chigorin, 1-0
D07 - Gambito de dama declinado, Defensa Chigorin
1.Cf3 d5 2.d4 Ag4 3.c4 Cc6 4.e3 e6 5.Cc3 Ab4 6.Ad2 Cge7 7.Ad3 Af5 8.Axf5 Cxf5 9.cxd5 exd5 10.Db3 Axc3 11.Axc3 Tb8 12.0–0 0–0 13.Tac1 Te8 14.Ad2 Cce7 15.Tc2 c6 16.Tfc1 Cg6 17.Ae1 Cfh4 18.Cxh4 Cxh4 19.f3 Cf5 20.Af2 Dg5 21.Te1 Te6 22.e4 Tbe8 23.Tce2 Cd6 24.e5 Dd8 25.Rf1 Cc4 26.Dxb7 Dg5 27.Db4 Tg6 28.Ag3 h5 29.b3 Cb6 30.Dd2 Df5 31.Dc2 Dg5 32.Dd2 Df5 33.Rg1 Cc8 34.Dc2 Dd7 35.Ah4 Cb6 36.Dd3 Ca8 37.f4 Cc7 38.Af2 Dg4 39.Ae3 f5 40.Tf2 Tge6 41.De2 Dg6 42.Tf3 Df7 43.Tg3 Rh7 44.Af2 Th6 45.Tc1 Tc8 46.Tgc3 Ce6 47.Da6 Tg8 48.Txc6 Cxf4 49.Txh6+ gxh6 50.Ag3 Tg6 51.Df1 Ce6 52.Dd3 Tg4 53.h3 Txd4 54.Da6 Td2 55.Ae1 Td4 56.Tc6 Te4 57.Txe6 Txe1+ 58.Rh2 Tc1? (Si jugaba 58...Dg7, el negro aún podría sobrevivir) 59.Tf6 Dg7 60.De6 Tf1 61.Tf7 1–0

### Partida 13: Chigorin-Steinitz, 1-0
C52 - Gambito Evans
1.e4 e5 2.Cf3 Cc6 3.Ac4 Ac5 4.b4 Axb4 5.c3 Aa5 6.0–0 Df6 7.d4 Cge7 8.d5 Cd8 9.Ag5 Dd6 10.Da4 f6 11.Ac1 Ab6 12.Ca3 c6 13.Ab3 Ac5 14.Td1 b5 15.Da5 Cb7 16.Da6 Cd8 17.Da5 Cb7 18.Da6 Cd8 19.Da5 Cb7 20.Da6 Dc7 21.dxc6 dxc6 22.Cxb5 cxb5 23.Dxb5+ Ad7 24.Af7+ Rd8 25.Tb1 Cd6 26.Db3 Db6 27.Dc2 Dc6 28.Ab3 a5 29.Ae3 Axe3 30.fxe3 a4 31.Ad5 Cxd5 32.Txd5 Te8 33.Tbd1 Te6 34.c4 Ta7 35.c5 Cc8 36.Cd2 Re8 37.Cc4 Te7 38.De2 a3 39.Dh5+ g6 40.Dh4 Ta4? (Esto arruina la ventaja negra) 41.Td6 Cxd6 42.Cxd6+ Rd8 43.Dxf6 Ta5 44.Df8+ Te8 45.Cxe8 Dxc5 46.Dxc5? (46.Dh8! es una forma más fácil de ganar, por ejemplo: 46...De7 47.Cf6+ Rc7 48.Cxd7 y el blanco tiene mayor material, con el rey negro expuesto horriblemente) 46...Txc5 47.Cf6 Tc7 48.Rf1 Rc8 49.Txd7 Txd7 50.Cxd7 Rxd7 51.Re2 Rc6 52.Rd3 Rb5 53.Rc3 h5 54.Rb3 g5 55.Rxa3 Rc4 56.Rb2 Rd3 57.a4 Re2 58.a5 Rf2 59.a6 Rxg2 60.a7 Rxh2 61.a8Q h4 62.Dg8 h3 63.Dxg5 Rh1 64.Dxe5 1–0

### Partida 14: Steinitz-Chigorin, 1-0
D07 - Gambito de dama declinado, Defensa Chigorin
1.Cf3 d5 2.d4 Ag4 3.c4 Cc6 4.e3 e5 5.Db3 Axf3 6.gxf3 Cge7 7.Cc3 exd4 8.Cxd5 Tb8 9.e4 Cg6 10.Ad2 Ad6 11.f4 0–0 12.0–0–0 Cce7 13.f5 Cxd5 14.cxd5 Cf4 15.Df3 Dh4 16.Tg1 h5 17.Rb1 c5? (Esta simple jugada pierde material) 18.Dg3 (Esta jugada clava el caballo al ahora desprotegido alfil. También, el caballo no tiene casillas a donde moverse) 18...Cg6 19.Dxd6 Dxe4+ 20.Ra1 Dxf5 21.Dg3 Dxd5 22.f4 b5 23.Ag2 Dd6 24.Dg5 f5 25.Ah3 Tb6 26.Axf5 Tf6 27.Ae4 Dd7 28.Dxh5 Cf8 29.Dxc5 Ce6 30.Dh5 Dd6 31.Dh7+ Rf8 32.Tc1 Ta6 33.f5 Cc5 34.Dh8+ Re7 35.Txg7+ 1–0

### Partida 15: Chigorin-Steinitz, 0-1
C52 - Gambito Evans
1.e4 e5 2.Cf3 Cc6 3.Ac4 Ac5 4.b4 Axb4 5.c3 Aa5 6.0–0 Df6 7.d4 Cge7 8.d5 Cd8 9.Da4 Ab6 10.Ag5 Dd6 11.Ca3 c6 12.Tad1 Db8 13.Axe7 Rxe7 14.d6+ Rf8 15.Cxe5 f6 16.Cf3 Ac5 17.e5 b5 18.Axb5 cxb5 19.Cxb5 Ce6 20.exf6 gxf6 21.Dh4 Rf7 22.Dh5+ Rg8 23.Dg4+ Rf7 24.Dh5+ Rg7 25.Cfd4 Axd4 26.Cxd4 Tf8 27.Td3 Ab7 28.Cxe6+ dxe6 29.Th3 Ae4 30.Dg4+ Ag6 31.Dxe6 Db6 32.Dd5 Tad8 33.Td1 Tfe8 34.c4 Txd6! (Aprovechando la debilidad blanca en su fila de fondo) 35.Df3 Td3 36.Dg4 Te4 0–1

### Partida 16: Steinitz-Chigorin, 1-0
A80 - Defensa Holandesa
1.Cf3 f5 2.d4 e6 3.c4 Cf6 4.e3 Ae7 5.Cc3 0–0 6.Ad3 d5 7.Ad2 c6 8.c5 Cbd7 9.Cg5 Cb8 10.f3 Dc7 11.Dc2 Ch5 12.Ch3 Ah4+ 13.Cf2 e5 14.dxe5 Dxe5 15.0–0 Ae7 16.Ce2 b6 17.cxb6 axb6 18.Cd4 c5 19.Cb5 Cc6 20.Ac3 Db8 21.Tfd1 Ce5 22.Ae2 Cf6 23.Ch3 Td8 24.Af1 Cf7 25.Cf4 d4 26.Ad2 dxe3 27.Axe3 Txd1 28.Txd1 De5 29.Te1 Rf8 30.Ad2 Db8 31.Db3 Cd8 32.De3 Db7 33.Ac4 Dd7 34.Ac3 Ta4 35.Ab3 Ta8 36.Cd5 Cxd5 37.Axd5 Ta4 38.Axg7+ Rxg7 39.Dxe7+ Dxe7 40.Txe7+ Rf6 41.Txh7 Tb4 42.Cd6 Ae6 43.Axe6 Rxe6 44.Th6+ Re5 45.b3 b5 46.f4+ Rd4 47.Cxb5+ Txb5 48.Td6+ Rc3 49.Txd8 Ta5 50.Td5 Rb4 51.Td2 Rc3 52.Te2 1–0

### Partida 17: Chigorin-Steinitz, ½-½
C52 - Gambito Evans
1.e4 e5 2.Cf3 Cc6 3.Ac4 Ac5 4.b4 Axb4 5.c3 Aa5 6.0–0 Df6 7.d4 Cge7 8.d5 Cd8 9.Da4 Ab6 10.Ag5 Dd6 11.Ca3 c6 12.Tad1 Db8 13.Axe7 Rxe7 14.d6+ Rf8 15.Db4 f6 16.Ab3 g6 17.Cc4 Rg7 18.a4 Cf7 19.Cxb6 axb6 20.Axf7 Rxf7 21.Cxe5+ Rg7 22.Cc4 b5 23.axb5 Da7 24.b6 Da4 25.Dc5 Te8 26.f3 Da2 27.Ce3 Db3 28.Tb1 Df7 29.Cc4 Ta4 30.Tb4 Ta2 31.Dd4 Rg8 32.Ce3 Ta3 33.Ta4 Tb3 34.Tfa1 Rg7 35.Ta8 Tb5 36.Tb8 c5 37.Dd5 Txb6 38.Taa8 Df8 39.Cc4 Tc6 40.f4 b5 41.Txb5 Aa6 42.Txe8 Dxe8 43.Txc5 Txc5 44.Dxc5 Dxe4 45.Ce3 Dxf4 46.h3 Ab7 47.c4 Ac6 48.Da3 Dd4 49.Rh2 f5 50.c5 f4 51.Cc2 De5 52.Da1 Dxa1 53.Cxa1 Rf6 54.Cc2 Re5 55.Cb4 Ab7 56.Rg1 Rd4 57.c6 Ac8 58.cxd7 Axd7 59.Rf2 Re5 60.Cd3+ Rxd6 61.Cxf4 Re5 62.Re3 Rf6 63.Cd3 h6 64.Rf4 g5+ 65.Re3 h5 66.Cc5 Ac6 67.g3 h4 68.g4 Ag2 69.Ce4+ Axe4 70.Rxe4 Re6 ½–½ 
Un dato curioso es que este fue el único torneo en donde solamente hubo una partida que quedó empatada, que justamente fue la definitoria y última.